# Cymopterus purpurascens
Cymopterus purpurascens là một loài thực vật có hoa trong họ Hoa tán. Loài này được (A.Gray) M.E.Jones mô tả khoa học đầu tiên năm 1893.

## Hình ảnh

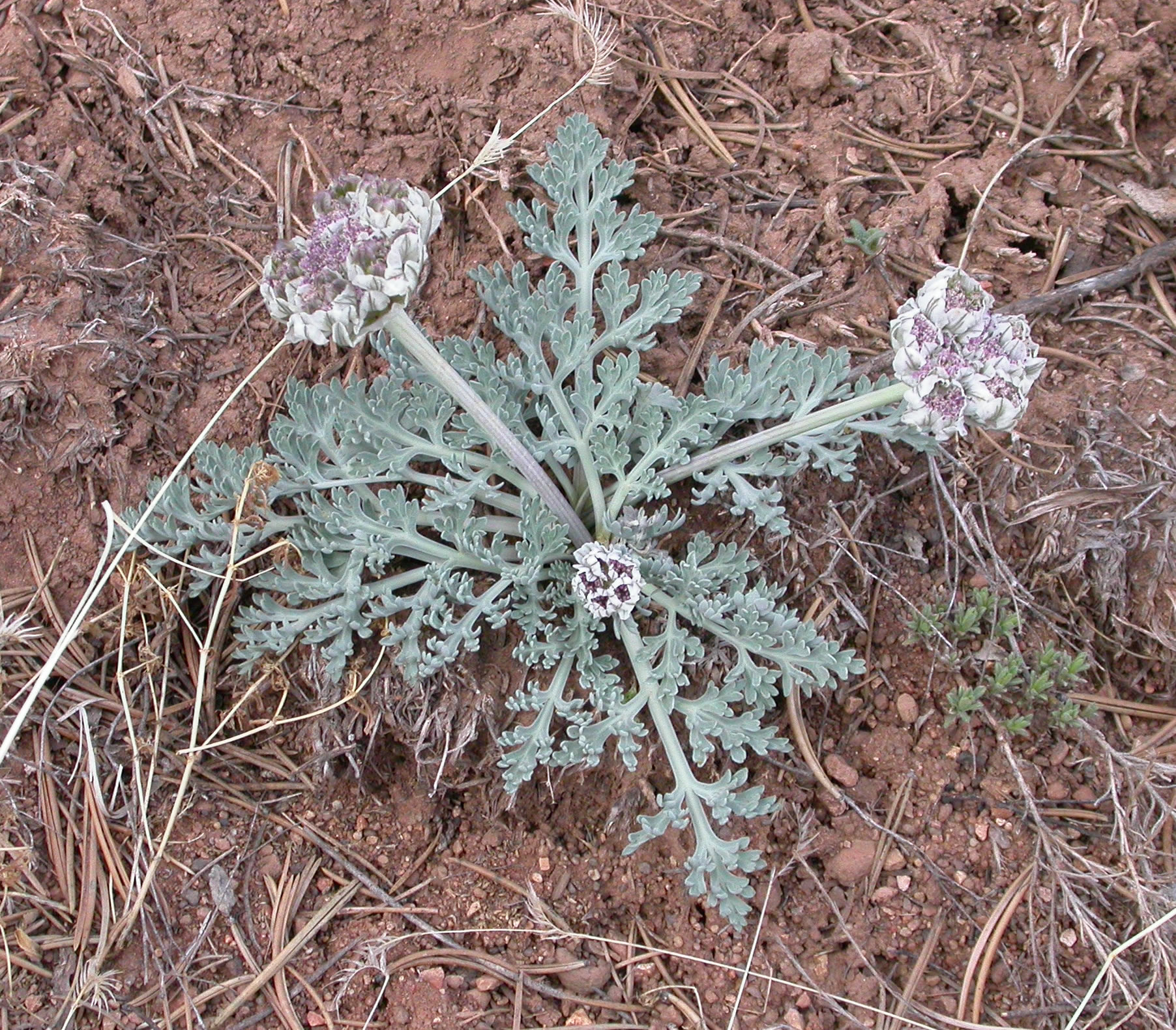